# Ібрагім Чолак
Ібрагім Чолак (нар. 7 січня 1995 — Конак, Туреччина) — турецький гімнаст. Учасник Олімпійських ігор 2020 року. Чемпіон світу, чемпіон та призер чемпіонату Європи та Європейських ігор. Перший в історії Туреччини чемпіон світу. Спеціаліст у вправі на кільцях.

## Біографія
Закінчив факультет фізичного виховання (тренер) Університету Еге, Ізмір, Туреччина.
Обидва племінника теж займаються спортивною гімнастикою.

## Кар'єра
Зі спортивною гімнастикою познайомив дядя, почав відвідувати секцію в 2000 році.

#### 2017
На чемпіонаті Європи вперше кваліфікувався до фінальних змагань, де на кільцях продемонстрував п'ятий результат.
На чемпіонаті світу, що проходив у жовтні в Монреалі, Канада, кваліфікувався до фіналу вправи на кільцях з третім результатом, однак у фіналі посів п'яте місце.

#### 2018
На чемпіонаті Європи в Глазго, Велика Британія, на кільцях здобув першу в кар'єрі медаль чемпіонату Європи — срібло.
На чемпіонаті світу в Досі, Катар, посів у кваліфікації вправ на кільцях дев'яте місце, що не дозволило кваліфікуватися до фінальних змагань.

#### 2019
На чемпіонаті Європи зупинився за крок до потрапляння до фіналу вправ на кільцях, посівши дев'яте місце.
На чемпіонаті світу в Штутгарті, Німеччина, переміг у вправі на кільцях, що дало змогу не лише стати першим в історії Туреччини призером чемпіонату світу, при чому одразу чемпіоном, але й здобути особисту ліцензію на Олімпійські ігри в Токіо.

#### 2020
У лютому під час тренувань отримав травму правого плеча, яке було прооперовано в березні. Протягом трьох місяців відновлювався.
У грудні під час пандемії коронавірусу на чемпіонаті Європи в Мерсіні, Туреччина, вперше в кар'єрі став чемпіоном Європи, здобувши перемогу на кільцях, а також срібну нагороду в командній першості спільно з Абделрахманом Елгамалом, Ахметом Ондером, Ферхатом Аріканом та Умітом Самілоглу, що стала першою нагородою Туреччини в командній першості.

## Результати на турнірах
| Рік  | Змагання                | КБ | ІБ | Вільні вправи | Кінь | Кільця | Опорний стрибок | Паралельні бруси | Перекладина |
| ---- | ----------------------- | -- | -- | ------------- | ---- | ------ | --------------- | ---------------- | ----------- |
| 2015 | Європейські ігри        |    |    |               |      | 3      |                 |                  |             |
| 2016 | Чемпіонат Європи        |    |    |               |      | 7      |                 |                  |             |
| 2017 | Чемпіонат Європи        |    |    |               |      | 5      |                 |                  |             |
| 2017 | Чемпіонат світу         |    |    |               |      | 5      |                 |                  |             |
| 2018 | Кубок світу в Баку      |    |    |               |      | 2      |                 |                  |             |
| 2018 | Кубок світу в Досі      |    |    |               |      | 2      |                 |                  |             |
| 2018 | Чемпіонат Європи        | 7  |    |               |      | 2      |                 |                  |             |
| 2018 | Кубок виклику в Копері  |    |    |               |      | 2      |                 | 4                |             |
| 2018 | Кубок виклику в Мерсіні |    |    |               |      | 1      |                 |                  |             |
| 2018 | Кубок виклику в Парижі  |    |    |               |      | 4      |                 |                  |             |
| 2018 | Чемпіонат світу         |    |    |               |      | 9(Q)   |                 |                  |             |
| 2018 | Кубок світу в Котбусі   |    |    |               |      | 5      |                 |                  |             |
| 2019 | Кубок світу в Баку      |    |    |               |      | 6      |                 |                  |             |
| 2019 | Кубок світу в Досі      |    |    |               |      | 6      |                 |                  |             |
| 2019 | Чемпіонат Європи        |    |    |               |      | 9(Q)   |                 |                  |             |
| 2019 | Кубок виклику в Мерсіні |    |    |               |      | 1      |                 |                  |             |
| 2019 | Чемпіонат світу         |    |    |               |      | 1      |                 |                  |             |
| 2020 | Чемпіонат Європи        | 2  |    |               |      | 1      |                 |                  |             |
| 2021 | Чемпіонат Європи        |    |    |               |      | 5      |                 |                  |             |
| 2021 | Кубок виклику в Осієці  |    |    |               |      | 4      |                 |                  |             |
| 2021 | Кубок світу в Досі      |    |    |               |      | 4      |                 |                  |             |
| 2021 | Олімпійські ігри        |    |    |               |      | 5      |                 |                  |             |
| 2021 | Чемпіонат світу         |    |    |               |      | 6      |                 |                  |             |
| 2024 | Кубок виклику в Анталії |    |    |               |      | 1      |                 |                  |             |

## Іменний елемент
У квітні 2017 року Міжнародною федерацією гімнастики елемент кілець "The Colak" було названо на честь спортсмена, який виконав його на етапі кубка світу в 2017 року в Мельбурні, Австралія.
Тренує другий іменний елемент на кільцях, який сподівається продемонструвати найближчим часом, однак, темпи підготовки сповільнились через пандемію коронавірусу.